# Pascal Ackermann
Pascal Ackermann (Kandel, 17 gennaio 1994) è un ciclista su strada tedesco che corre per il team Israel-Premier Tech.
Velocista, già medaglia d'argento in linea Under-23 ai campionati del mondo 2016, è professionista dal 2017. In carriera ha vinto tre tappe al Giro d'Italia, la classifica a punti al Giro d'Italia 2019, due tappe alla Vuelta a España 2020, una Brussels Cycling Classic, una Eschborn-Francoforte e due medaglie di bronzo ai campionati europei.

## Carriera
Dopo essere arrivato secondo, alle spalle di Kristoffer Halvorsen, nella gara in linea Under-23 ai campionati del mondo 2016 a Doha passa professionista a partire dal 2017 con la Bora-Hansgrohe.
Ottiene i primi successi in volata nel 2018 quando si impone prima in una tappa del Tour de Romandie e in una del Critérium du Dauphiné, e poi nel campionato tedesco in linea davanti a John Degenkolb. Nella seconda parte della stagione, oltre a vincere le prime due tappe del Tour de Pologne, vince anche le prime semi-classiche della carriera ovvero RideLondon - Surrey Classic, Brussels Cycling Classic e Grand Prix de Fourmies.
Nel 2019, dopo i successi in Clásica de Almería, Bredene Koksijde Classic e Eschborn-Francoforte, conquista la vittoria nella seconda tappa del Giro d’Italia, da Bologna a Fucecchio; si ripete tre giorni dopo, nella frazione con arrivo a Terracina, e grazie ad altri tre podi parziali conquista infine la classifica a punti della corsa. Nella seconda parte di stagione fa sue tra le altre due frazioni al Tour de Pologne, una al Deutschland Tour, il Grand Prix de Fourmies e due tappe al Tour of Guangxi; è anche terzo nella prova in linea dei campionati europei di Alkmaar.
Nel 2020 si impone nella Clásica de Almería, in una tappa dell'UAE Tour e, con la ripresa delle corse dopo l'interruzione per la pandemia di COVID-19, in due tappe della Tirreno-Adriatico, piazzandosi inoltre ancora terzo nella prova in linea dei campionati europei di Plouay. Chiude la stagione con due successi di tappa alla Vuelta a España, tra cui quello nella frazione conclusiva di Madrid. Nel 2021 conquista successi in gare del calendario Europe Tour: due frazioni al Sibiu Cycling Tour, tre alla Settimana Ciclistica Italiana e una al Deutschland Tour. A fine stagione lascia la Bora-Hansgrohe per vestire, dal 2022, la maglia dell'UAE Team Emirates.

## Palmarès

### Strada
- 2011 (Juniores)

3ª tappa Drei Etappen Rundfahrt der Junioren (Francoforte > Francoforte)
- 2012 (Juniores)

3ª tappa Niedersachsen-Rundfahrt der Junioren (Wallenhorst > Wallenhorst)
- 2015 (Rad-Net Rose Team, una vittoria)

2ª tappa Szlakiem Grodów Piastowskich (Polkowice > Polkowice)
- 2016 (Rad-Net Rose Team, tre vittorie)

3ª tappa, 2ª semitappa Tour de Berlin (Baruth > Baruth)
4ª tappa Tour de Berlin (Birkenwerder > Birkenwerder)
Campionati tedeschi, prova in linea Under-23
- 2018 (Bora-Hansgrohe, nove vittorie)

5ª tappa Tour de Romandie (Mont-sur-Rolle > Ginevra)
2ª tappa Critérium du Dauphiné (Montbrison > Belleville)
Campionati tedeschi, prova in linea
RideLondon - Surrey Classic
1ª tappa Tour de Pologne (Cracovia > Cracovia)
2ª tappa Tour de Pologne (Tarnowskie Góry > Katowice)
Brussels Cycling Classic
Grand Prix de Fourmies
2ª tappa Tour of Guangxi (Beihai > Qinzhou)
- 2019 (Bora-Hansgrohe, tredici vittorie)

Clásica de Almería
Bredene Koksijde Classic
Eschborn-Francoforte
2ª tappa Giro d'Italia (Bologna > Fucecchio)
5ª tappa Giro d'Italia (Frascati > Terracina)
1ª tappa Tour of Slovenia (Lubiana > Rogaška Slatina)
1ª tappa Tour de Pologne (Cracovia > Cracovia)
3ª tappa Tour de Pologne (Chorzów > Zabrze)
1ª tappa Deutschland Tour (Hannover > Halberstadt)
Grand Prix de Fourmies
Gooikse Pijl
3ª tappa Tour of Guangxi (Nanning > Nanning)
6ª tappa Tour of Guangxi (Guiling > Guiling)
- 2020 (Bora-Hansgrohe, otto vittorie)

Clásica de Almería
1ª tappa UAE Tour (The Pointe > Dubai Silicon Oasis)
2ª tappa Sibiu Cycling Tour (Sibiu > Sibiu)
3ª tappa, 2ª semitappa Sibiu Cycling Tour (Sibiu > Sibiu)
1ª tappa Tirreno-Adriatico (Lido di Camaiore > Lido di Camaiore)
2ª tappa Tirreno-Adriatico (Camaiore > Follonica)
9ª tappa Vuelta a España (Castrillo del Val > Aguilar de Campoo)
18ª tappa Vuelta a España (Hipódromo de la Zarzuela > Madrid)
- 2021 (Bora-Hansgrohe, sei vittorie)

Prologo Sibiu Cycling Tour (Sibiu > Sibiu, cronometro)
3ª tappa Sibiu Cycling Tour (Sibiu > Sibiu)
2ª tappa Settimana Ciclistica Italiana (Sassari > Oristano)
3ª tappa Settimana Ciclistica Italiana (Oristano > Cagliari)
5ª tappa Settimana Ciclistica Italiana (Cagliari > Cagliari)
1ª tappa Deutschland Tour (Stralsund > Schwerin)
- 2022 (UAE Team Emirates, due vittorie)

Bredene Koksijde Classic
4ª tappa Giro di Polonia (Lesko > Sanok)
- 2023 (UAE Team Emirates, due vittorie)

11ª tappa Giro d'Italia (Camaiore > Tortona)
1ª tappa Österreich-Rundfahrt (Dornbirn > Dornbirn)
- 2025 (Israel-Premier Tech, una vittoria)

Classique Dunkerque

#### Altri successi
- 2012 (Juniores)

Classifica a punti Niedersachsen-Rundfahrt der Junioren
- 2015 (Rad-Net Rose Team)

Oderrundfahrt
- 2016 (Rad-Net Rose Team)

Schwarzbräu-Straßenpreis
Classifica giovani Tour of Estonia
Classifica sprint Tour of Estonia
Campionati tedeschi, cronometro a squadre
- 2017 (Bora-Hansgrohe)

Rund um die Wittenberger Altstadt
Classifica sprint Tour of the Alps
- 2019 (Bora-Hansgrohe)

Classifica a punti Volta ao Algarve
Classifica a punti Giro d'Italia
Classifica a punti Tour of Guangxi
- 2020 (Bora-Hangrohe)

Classifica a punti Tirreno-Adriatico
- 2021 (Bora-Hangrohe)

Classifica a punti Sibiu Cycling Tour
Classifica a punti Settimana Ciclistica Italiana
Classifica a punti Deutschland Tour

### Pista
- 2011 (Juniores)

Campionati del mondo Juniores, Velocità a squadre (con Benjamin König e Max Niederlag)
Campionati tedeschi, Chilometro a cronometro Juniores
Campionati tedeschi, Velocità a squadre Juniores (con Benjamin König e Jan May)
- 2012 (Juniores)

Campionati europei, Omnium Juniores
Campionati tedeschi, Corsa a punti Juniores

## Piazzamenti

### Grandi Giri
- Giro d'Italia

2019: 122º
2023: 81º
- Tour de France

2024: 112º
2025: 125º
- Vuelta a España

2020: 130º
2022: 110º

### Classiche monumento
- Milano-Sanremo

2021: 20º
- Parigi-Roubaix

2022: ritirato
2023: ritirato

### Competizioni mondiali
- Campionati del mondo su strada

Copenhagen 2011 - In linea Junior: ritirato
Doha 2016 - In linea Under-23: 2º
Yorkshire 2019 - In linea Elite: ritirato
Fiandre 2021 - In linea Elite: ritirato
- Campionati del mondo su strada

Mosca 2011 - Omnium Juniores: 4°
Mosca 2011 - Velocità a squadre Juniores: vincitore

### Competizioni europee
- Campionati europei su strada

Goes 2012 - In linea Junior: 19º
Tartu 2015 - In linea Under-23: 8º
Herning 2017 - In linea Elite: 4º
Alkmaar 2019 - In linea Elite: 3º
Plouay 2020 - In linea Elite: 3º
Monaco di Baviera 2022 - In linea Elite: ritirato
- Campionati europei su pista

Anadia 2011 - Velocità a squadre Juniores: 2°
Anadia 2012 - Omnium Juniores: vincitore
Anadia 2012 - Americana Juniores: 3°